# 170 aC
El 170 aC va ser un any del calendari romà prejulià. Durant la República i l'Imperi Romà es coneixia com l'Any del Consolat de Mancí i Serrà o també any 584 Ab urbe condita o de la fundació de la ciutat). L'ús del nom «170 aC» per referir-se a aquest any es remunta a l'alta edat mitjana, quan el sistema Anno Domini va ser el mètode de numeració dels anys més comú a Europa.

## Esdeveniments

### Imperi Selèucida
- Euleu i Leneu, els dos regents del jove rei Ptolemeu VI Filomètor, declaren la guerra al rei selèucida Antíoc IV Epífanes, començant la Sisena guerra síria. El mateix any, els germans petits de Ptolemeu, Ptolemeu VIII i Cleòpatra II, són nomenats co-governants per reforçar la unitat d'Egipte. Les operacions militars no s'inicien fins al 169 aC.[2]

### Antiga Roma
- Aquest any són elegits cònsols Aulus Hostili Mancí i Aulus Atili Serrà.[3]
- Mancí fa la guerra contra el rei Perseu de Macedònia, però la història d'aquest període ha arribat de forma fragmentària, i se suposa que va usar només tàctiques defensives.[4]
- A Serrà se li assigna Itàlia com a província.[3]
- Gai Lucreci Gal, pretor que l'any 171 aC va lluitar contra Perseu, havia comès nombroses exaccions i es va comportar de forma cruel. Al seu retorn a Roma es presenten queixes des d'Atenes i també per Mictió dirigent de Calcis, per la península Calcídica. Els dos tribuns de la plebs l'acusen davant del poble, i és condemnat a pagar una forta multa.[5]
- El cònsol de l'any anterior Publi Licini Cras, que també havia lluitat a Grècia contra Perseu, és acusat pels atenencs per demanar una quantitat excessiva d'aliments.[6]
- Api Claudi Centó, legat del cònsol Hostili Mancí, és enviat a Il·líria amb 4.000 homes, però el derroten derrotat prop d'Uscana.[7]

## Naixements
- Luci Acci, poeta tràgic llatí.[8]

## Necrològiques
- Dicetes, ambaixador tebà i el beotarca Ismènies es suïciden a la presó de Calcis acusats de defensar la causa de Perseu de Macedònia (data aproximada).[9]